# Geometra sponsaria
Geometra sponsaria är en fjärilsart som beskrevs av Bremer 1864. Geometra sponsaria ingår i släktet Geometra och familjen mätare. Inga underarter finns listade i Catalogue of Life.